# Milovan Mirosevic
Milovan Petar Mirosevic Albornoz (né le 20 juin 1980 à Santiago au Chili) est un joueur de football chilien, d'origine croate.
Il est surnommé Milo ou el Capitan Cruzado.

## Palmarès
| Saison        | Club                 | Titre                     |
| ------------- | -------------------- | ------------------------- |
| 2002 Apertura | Universidad Católica | Primera División de Chile |
| Torneo 2010   | Universidad Católica | Primera División de Chile |